# Laboratória
A Laboratória é uma organização que impulsiona mulheres que sonham com um futuro melhor a começar e construir uma carreira transformadora em tecnologia. A organização faz isso por meio de um bootcamp intensivo de programação com duração de seis meses, totalmente remoto, focado no desenvolvimento técnico e socioemocional e exclusivo para mulheres. Após o programa, a edtech guia suas alunas para que elas consigam empregos de qualidade em desenvolvimento web. A Laboratória também é uma poderosa comunidade de mais de 3.500 mulheres que têm um papel fundamental na construção de uma economia digital mais diversa e competitiva.

## História
A Laboratória foi criada para reverter as desigualdades de oportunidades e barreiras que as mulheres enfrentam no acesso a empregos de qualidade na economia digital. A organização começou com um projeto piloto para 15 mulheres, rapidamente expandiu suas operações e hoje já está em 11 países da América Latina.
Desde sua fundação em Lima (Peru), em 2014, a Laboratória cresceu para o Chile e México (2014), Brasil (2018), Colômbia (2020), Equador (2022), Bolívia, Costa Rica, Paraguai, Uruguai e Panamá (2023). Atualmente, mulheres de diferentes cidades e regiões têm tido a oportunidade de participar do bootcamp, graças à ausência de limites geográficos. A Laboratória também possui 120 colaboradores trabalhando diariamente para ter um impacto social mais profundo nos países latinoamericanos.
Mais de 3.500 mulheres se graduaram como desenvolvedoras web, com uma taxa de empregabilidade de 79%. A organização também é uma fonte de talentos femininos em tecnologia para empresas líderes de diversos setores. Mais de 1.100 organizações já contrataram graduadas da Laboratória.

## Prêmios e Reconhecimentos
- Mariana Costa foi reconhecida no ranking Merco 2023 Peru, por seu trabalho de liderança na Laboratoria, na categoria Tecnologia.
- Mariana Costa foi selecionada pela Bloomberg para seu programa Catalysts, que destaca fundadores, ativistas, empreendedores, formuladores de políticas, cientistas, visionários e até mesmo autoridades eleitas cujo trabalho notável em negócios, filantropia e governo, especialmente em mercados emergentes, exige reconhecimento.
- A Laboratoria foi destacada como uma das empresas que estão deixando uma marca no ecossistema digital na categoria eWomen do eCommerce Day Peru 2023, organizado pela Câmara de Comércio de Lima.
- Gabriela Rocha recebeu o Prêmio de Líderes Latino-Americanos da The Global School for New Leadership em 2022.
- Mariana Costa foi selecionada pela revista Fortune no seu ranking 40 Under 40, na seção de Tecnologia e Inovação em 2022.
- A Laboratória foi reconhecida como uma das 100 edtechs mais promissoras da América Latina e Caribe pela HolonIQ em 2022.
- A Laboratória foi selecionada para fazer parte do Relatório Nacional de Emprego Inclusivo (INEI) 2022, na Colômbia.
- A Forbes Peru coloca Mariana Costa entre as 50 mulheres mais poderosas do país em 2022. A edição especial da revista destaca a contribuição das mulheres peruanas em diferentes áreas, como negócios, economia, academia, arte, ciência e tecnologia, entre outros setores. Para a escolha das 50 mulheres, foram avaliados os recursos que gerem nas suas organizações e o impacto que geram nas suas comunidades.
- Mariana Costa foi escolhida como uma das pessoas mais influentes, inovadoras e pioneiras em fintech, e-commerce, política e infraestrutura digital no ranking RoW100: Global Tech's Changemakers (2022).[1]
- A McKinsey & Company reconheceu Mariana Costa em sua lista The Committed Innovator, que destaca mulheres em áreas corporativas, acadêmicas e empreendedoras em todo o mundo que estão construindo avanços inovadores em algumas das questões mais desafiadoras do planeta (2021).[2]
- Mariana Costa foi reconhecida pelo Google.org como uma “Leader to watch” em 2022. O braço filantrópico do Google selecionou sete líderes mundiais, incluindo a empreendedora peruana, única representante latinoamericana.[3]
- A Laboratória foi reconhecida como uma das 100 edtechs da América Latina em 2021 pela HolonIQ, plataforma de inteligência que fornece dados e análises de desenvolvimentos do mercado global e publica anualmente um ranking das startups mais promissoras da região. A avaliação foi feita após uma revisão de mais de 2.000 edtechs.[4]
- Mariana Costa foi escolhida pelo Project Management Institute (PMI), organização americana com cerca de 500 mil membros em quase 100 países, como uma das vencedoras do Future 50, lista que apresenta líderes emergentes que estão criando, construindo e transformando o mundo através de projetos notáveis. (2021).[5]
- A Bloomberg online apresentou uma lista dos 100 Inovadores de 2021, na qual selecionaram os latinos que se destacaram durante a pandemia.[6]
- Mariana Costa Checa compõe a antologia de “The Wonderful Women of the World 2021“, que – em formato de quadrinhos–  mostra o trabalho de mulheres excepcionais ao redor do mundo.[7]
- Holon IQ 2020 Latam EdTech 100 [8]
- Transforming Lives Award - Alquity, 2019 [9]
- Women Leading in Technology and Impact, Engineering for Change, 2018 [10]
- TEDxPlaceDeNations Speaker, 2018 [11]
- Equals in Tech Award - ITU, UN, Internet Society, 2018 [12]
- Change Agent Abie Award - AnitaB.org - Grace Hopper Celebration, 2018 [13]
- Ashoka Fellow - Mariana Costa, as Cofounder and CEO, since 2017 to the present day [14]
- World Summit Awards, 2017 [15]
- MIT Inclusive Innovation Challenge - Winner Matching Category, 2016 [16]
- BBC - 100 Most Influential Women, 2016 [17]
- DAI Innovation Into Action Challenge, 2016 [18]
- Google Rise Awards, 2015 [19]